# (11984) Manet
(11984) Manet est un astéroïde de la ceinture principale.

## Description
(11984) Manet est un astéroïde de la ceinture principale d'astéroïdes. Il fut découvert par Eric Walter Elst le 20 octobre 1995 à Caussols. Il présente une orbite caractérisée par un demi-grand axe de 2,62 UA, une excentricité de 0,081 et une inclinaison de 1,49° par rapport à l'écliptique.
Il fut nommé en hommage au peintre français Édouard Manet (1832-1883).

## Compléments